# Líder Amarilla
Líder Santiago Amarilla Ríos (* 18. Oktober 1977 in Doctor Juan Manuel Frutos, Departamento Caaguazú, Paraguay) ist ein paraguayischer Politiker der Authentischen Radikal-Liberalen Partei PLRA (Partido Liberal Radical Auténtico), der unter anderem seit 2023 Mitglied des Senats (Senado de Paraguay) ist.

## Leben
Líder Santiago Amarilla Ríos nahm nach dem Studium der Rechtswissenschaften eine Tätigkeit als Rechtsanwalt auf und war zudem Mitarbeiter der Universidad Nacional de Asunción (UNA). Er engagiert sich seit 2005 als Mitglied der Liberalen Anwaltsvereinigung Abogados Liberales del Paraguay und ist Mitglied Authentischen Radikal-Liberalen Partei PLRA (Partido Liberal Radical Auténtico). Er war zwischen 2010 und 2015 Bürgermeister von Villa Elisa, die mit rund 78.000 Einwohnern als eine der 20 größten Städte des Landes gilt, und war in dieser Zeit auch Präsident der Vereinigung der Liberalen Bürgermeister (Coordinadora de Intendentes Liberales). Er war zwischen 2013 und 2015 erstmals Mitglied des Vorstandes der PLRA und gehört diesem erneut seit 2016 an. Er war darüber hinaus zwischen 2016 und 2021 Vizepräsident der PLRA und 2018 ohne Erfolg Kandidat seiner Partei bei den Wahlen zum Gouverneur des Departamento Central.
Bei der Parlamentswahl am 30. April 2023 wurde er für den Partido Liberal Radical Auténtico im Hauptstadtdistrikt Asunción für eine fünfjährige Legislaturperiode erstmals zum Mitglied des Senats (Senado de Paraguay) gewählt, dem Oberhaus des Nationalkongresses (Congreso Nacional de la República del Paraguay). Zurzeit ist er in der Sitzungsperiode 2023/2024 Berichterstatter im Ausschuss für Prävention und Bekämpfung des Drogenhandels und damit verbundener Straftaten (Comisión de Prevención y Lucha contra el Narcotráfico y Delitos Conexos).